# Opatkowice (województwo świętokrzyskie)
Opatkowice – wieś w Polsce położona w województwie świętokrzyskim, w powiecie pińczowskim, w gminie Działoszyce. Leży przy DW768.
| SIMC    | Nazwa  | Rodzaj     |
| ------- | ------ | ---------- |
| 0237529 | Ewinów | przysiółek |

W latach 1975–1998 miejscowość położona była w województwie kieleckim.

## Zabytki
- dwór murowany wzniesiony po 1855, obecnie jest w rękach prywatnych, został całkowicie odremontowany (2012)